# Fujimacia cornutiprocera
Fujimacia cornutiprocera is een vlinder uit de familie van de snuitmotten (Pyralidae). De wetenschappelijke naam van de soort werd voor het eerst geldig gepubliceerd in 2019 door Qi en Li.